# Honour-Valour-Pride
Honour-Valour-Pride är ett album av bandet Bolt Thrower som släpptes på Metal Blade Records 2001.

## Låtlista
1. "Contact - Wait Out" – 5:58
2. "Inside the Wire" – 4:23
3. "Honour" – 5:21
4. "Suspect Hostile" – 4:46
5. "7th Offensive" – 6:25
6. "Valour" – 4:02
7. "K-Machine" – 4:35
8. "A Hollow Truce" – 3:19
9. "Pride" – 6:41
10. "Covert Ascension" – 4:49 (bonus på digipack)